# Liste der Baudenkmäler in Poppenricht
Auf dieser Seite sind die Baudenkmäler in der Oberpfälzer Gemeinde Poppenricht zusammengestellt. Diese Tabelle ist eine Teilliste der Liste der Baudenkmäler in Bayern. Grundlage ist die Bayerische Denkmalliste, die auf Basis des Bayerischen Denkmalschutzgesetzes vom 1. Oktober 1973 erstmals erstellt wurde und seither durch das Bayerische Landesamt für Denkmalpflege geführt wird. Die folgenden Angaben ersetzen nicht die rechtsverbindliche Auskunft der Denkmalschutzbehörde.
 Die Liste gibt den Fortschreibungsstand vom 3. Juli 2018 wieder und umfasst elf Baudenkmäler.

## Baudenkmäler nach Ortsteilen

### Poppenricht (Michaelspoppenricht)
| Lage                                   | Objekt                                                               | Beschreibung | Akten-Nr.     | Bild                              |
| -------------------------------------- | -------------------------------------------------------------------- | --- | ------------- | --------------------------------- |
| Schulstraße 2; Kirchsteig 5 (Standort) | Evangelisch-lutherische Kirche St. Michael, 1654–1961 Simultankirche | Verputzter Massivbau mit Satteldach, Putzgliederung und eingezogenem, fünfseitig geschlossenem Chor, Neubau von Georg Friedrich Ziebland 1870/71 unter Einbeziehung der ehemaligen nördlichen Langhauswand sowie des hochmittelalterlichen Turmes des 14. Jahrhunderts, Zwiebelhaube um 1759; mit Ausstattung; Teilstück der Friedhofsmauer, teils mit Blendbogengliederung, Tor bezeichnet mit „1784“. | D-3-71-144-2  | weitere Bilder                    |
| Sankt-Michael-Straße 4 (Standort)      | Katholische Pfarrkirche St. Michael                                  | Saalbau mit Turm, 1962–64 von Richard Dagostin, Nordwand in Buntglas von Wolfgang Mahlke. | D-3-71-144-16 | BW                                |
| Sankt-Michael-Straße 16 (Standort)     | Ehemaliges katholisches Schulhaus                                    | Zweigeschossiger, verputzter Massivbau mit Satteldach und überwiegend mit Stichbogenlaibungen, Mitte 19. Jahrhundert; Pumpbrunnen mit gusseiserner Brunnensäule, zweite Hälfte 19. Jahrhundert. | D-3-71-144-1  | Ehemaliges katholisches Schulhaus |

### Altmannshof
| Lage                                      | Objekt        | Beschreibung | Akten-Nr.    | Bild          |
| ----------------------------------------- | ------------- | --- | ------------ | ------------- |
| Altmannshof 64; in Altmannshof (Standort) | Marienkapelle | Verputzter, dreiseitig geschlossener Massivbau mit Satteldach, Spitzbogenöffnungen in Sichtziegelmauerwerk, Dachreiter und Nischenfigur, neugotisch, 1885; mit Ausstattung. | D-3-71-144-3 | Marienkapelle |
| Altmannshof 66 (Standort)                 | Marienkapelle | Verputzter, gerade geschlossener Massivbau mit Satteldach, zweite Hälfte 19. Jahrhundert; Kruzifix, Holz, wohl frühes 20. Jahrhundert.                                      | D-3-71-144-4 | Marienkapelle |

### Traßlberg
| Lage                                                           | Objekt        | Beschreibung | Akten-Nr.     | Bild          |
| -------------------------------------------------------------- | ------------- | --- | ------------- | ------------- |
| Kapellenweg 6 (Standort)                                       | Marienkapelle | Verputzter, gerade geschlossener Massivbau mit Satteldach, einfacher Putzgliederung und Figurennische, bezeichnet mit „1883“; mit Ausstattung. | D-3-71-144-6  | Marienkapelle |
| Traßlberger Straße (Standort)                                  | Brunnen       | Mit rundem Becken aus Steinquadern und hölzernem Zeltdach, 19. Jahrhundert.                                                                    | D-3-71-144-7  | Brunnen       |
| Traßlberger Straße 18 (Standort)                               | Dorfkapelle   | Verputzter, dreiseitig geschlossener Massivbau mit Satteldach und Dachreiter, 1901; mit Ausstattung.                                           | D-3-71-144-5  | Dorfkapelle   |
| Bahnlinie Nürnberg - Irrenlohe (bei Bahn-km 62,662) (Standort) | Bahnbrücke    | zweibogige Eisenbahnüberführung, Sichtmauerwerk aus Natursteinquadern mit Segmentbögen, 1857, später erweitert                                 | D-3-71-144-18 | Bahnbrücke    |

### Wirnsricht
| Lage                                        | Objekt                                 | Beschreibung | Akten-Nr.    | Bild                                   |
| ------------------------------------------- | -------------------------------------- | --- | ------------ | -------------------------------------- |
| Birkenleite (Standort)                      | Bildstock                              | Reliefierter Steinpfeiler mit Laterne, bezeichnet mit „1865“. | D-3-71-144-9 | Bildstock                              |
| Von Wirnsricht nach Karmensölden (Standort) | Brücke, sogenanntes Bayerisches Brückl | Kleine, einjochige Steinquader-Bogenbrücke, wohl 18. Jahrhundert; an der alten Grenze zwischen Oberpfalz und Herzogtum Sulzbach. Teilweise auf dem Gebiet der Stadt Amberg gelegen. | D-3-71-144-8 | Brücke, sogenanntes Bayerisches Brückl |

### Witzlhof
| Lage                  | Objekt        | Beschreibung | Akten-Nr.     | Bild          |
| --------------------- | ------------- | --- | ------------- | ------------- |
| Witzlhof 1 (Standort) | Marienkapelle | Verputzter Massivbau mit eingezogenem, halbrundem Schluss, Satteldach, Dachreiter, einfacher Putzgliederung, Spitzbogenöffnungen und Nischenfigur, neugotisch, 1901; mit Ausstattung. | D-3-71-144-10 | Marienkapelle |